# ルアーフィッシング

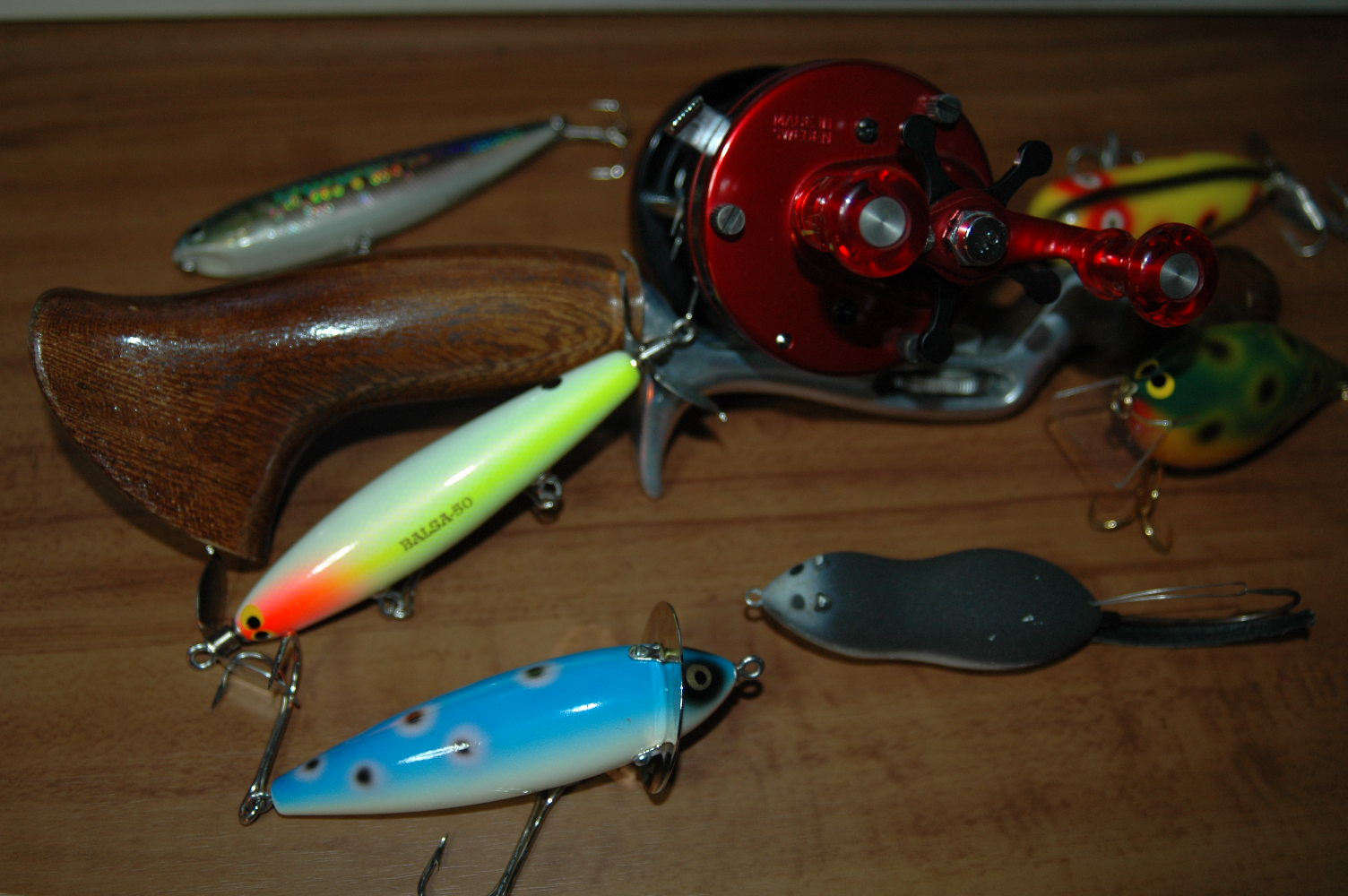
ルアータックル

ルアーフィッシングとは、生き餌を使う従来の釣りとは違い、疑似餌（ルアー）を用いて行う釣り。スポーツ感覚で若い人から大人まで幅広い層で支持され楽しまれている

## タックル（道具）

### ロッド（竿）
ルアーフィッシングではロッドは大きく分けてスピニングロッド、ベイトロッドの2種類に分類される。一口にロッドと言ってもその用途によって様々なタイプが存在し、竿の長さや固さの調子など多種多様である。中には1種類のルアーを投げる為だけに開発された専用ロッドも存在する（例：トップウォーターロッド）。しかし、これは各釣り具メーカーが販売の為にある意味無理矢理に細分化しているだけだと言えるので、ある程度の使い回しは問題なく行える。

#### スピニングロッド
スピニングロッドはスピニングリール専用のロッドであり渓流から海まで幅広く使われている。
トラウトロッド
源流のイワナから、里川のヤマメ、本流や海のサクラマスやアメマスまで対応したモデルが発売されているが、主に細いラインと小型のルアーを扱いやすいものが多い。また、近年流行の管理釣り場でスプーンを引くための「エリアロッド」と称されるものも多数発売されている。グリップに見た目の美しさからコルクを使うことが多いが、エリアロッドはEVA・カーボングリップを使ったものも多い。
バスロッド
主に「ライトリグ」と称される繊細なプラスチックワームを使ったブラックバスの釣りに使用される。ミノーイング用もあるが、ワンピース（継ぎ目がない竿）も多い。
シーバスロッド
スズキ（別名シーバス）用のロッドで、船から使う6フィート（1.8メートル）級から、磯のヒラスズキ用の15フィート（4.5メートル）まで多種多様なモデルが存在する。主に船からは6～7フィート、港湾などでは8フィート、河口やサーフ（砂浜）でのウェーディングなどでは9～10フィート、磯からは11フィートから15フィート前後のものが多用される。
エギングロッド
エギング専用ロッドで、細いPEラインを多用するため、ライン絡みを防止するため、Kガイドやローライダーガイド、ラインがロッドの中を通るインターラインのものも多数見受けられる。長さは8から9フィート前後。
アジングロッド
マアジを釣るためのロッド、主に6から7フィート程度で、アジの口切れを防ぐよう、柔軟である。
メバルロッド
メバル用のロッド、アジングロッドの先祖的意味合いもあるが、繊細なソリッド穂先を使い、食い込みを良くしているものもある。
ショアジギングロッド
ショア（堤防や磯などの岸辺）からカンパチ・ヒラマサ・ブリ等を釣るためのロッド、PEラインと重いジグやプラグの利用に特化し、遠投し、大物とファイトするために設計されている。長さは8フィートから11フィート、なお、バリエーションとしてショアからシイラやロウニンアジを狙うためのロッドも市販されている。
ジギングロッド
船からカンパチ・ヒラマサ・ブリ等の回遊魚を釣るために開発されたロッド、長さは5～6フィートほどだが、長いグリップでジグをしゃくっても疲れにくいように設計されており、イナダ用から大型のヒラマサ、カンパチ用までバリエーションは様々。
シイラロッド
シイラを船からプラグを投げて釣るためのロッド、オフショアルアー創生期から盛んに生産されているが、長さは6～8フィート前後、PEラインに特化したモデルも多数登場しており、カツオやメジ、キメジなど小型のマグロ類、ワラサ等を釣るにも便利。強度も多種多様になりつつあるため、どれくらいの重さのルアーを使うのか、何㎏の魚が釣れる釣り場かを考えてロッドを選ぶ必要がある。
GTロッド
ロウニンアジ（別名GT)を釣るためのロッドで、100グラム以上ある大型のプラグを遠投し、根に向かって突っ走るGTを強引に止めて浮かせるためのロッド、かなり重く、強度のあるロッドといえよう。昔の本なら「ヘビークラス」と表示するしかない。
ツナロッド
クロマグロ・キハダなどマグロ類をキャスティングで釣るためのロッド、シイラロッドより強度があり、GTロッドよりも軽いルアーを遠投しやすい特徴がある。また、GTロッドほど強引に魚を止めるやり取りではなく、走らせて獲ることをコンセプトにしている竿もある。
キャスティングヒラマサロッド
ジギングでなかなか食わない大型ヒラマサが、トップウォータープラグには猛然とアタックしてくることが知られるようになり、トップウォータープラグに独特の動きを与えるために作られたロッド、根に突っ込むヒラマサを止める働きが要求される。

#### ベイトロッド
ベイトロッドはベイトリール専用のロッドでバス釣りや海釣りでの使用が多い。
バスロッド
トップウォーター用や、ヘビーウェイトのワーム、クランクベイトやスピナーベイトなど「引き抵抗の大きい」ルアーを使用する際、ベイトロッドは欠かせない。また、近年では「ベイトフィネス」という比較的軽い（概ね7g以下）ルアーをキャストするのに適したスピニングロッドとベイトロッドの中間の硬さのロッドも存在する。
トラウトロッド
サクラマスやイトウ、ブラウントラウトなど大型のトラウトを狙う場合はベイトロッドも一部のアングラーには根強い人気がある。また、最近はベイトリールでも軽量ルアーのキャストが可能となったために専用ロッドも登場しており、管理釣り場のトラウトや渓流のイワナやヤマメをベイトタックルで狙うアングラーも見受けられる。
ライギョロッド
タイワンドジョウ・カムルチーなど、ライギョ類を対象としたロッド、太いPEラインを使い、魚を強引に藻から引きずり出すため、ライギョロッドはほぼベイトロッドで構成されている。
ロックフィッシュロッド
アイナメ、大型カサゴ、ソイ、キジハタなど、メバルよりも大きめな「根魚」と称されるこれらの魚を狙う場合は、重いリグと太めのラインを使うため、ベイトロッドが使用されている。
ベイジギング（ライトジギング）ロッド
船から細いPEラインを使ってジギングする「ライトジギング」と称される釣りでは、特にスズキやタチウオを狙う際、ラインスラック（ラインのたるみ）を防ぐためにもベイトタックルが主流であり、特にスズキはベイトタックルでないとフォーリングの当たりが取れない。
タイラバロッド
近年流行の、マダイを「タイラバ」と称されるルアーで狙う場合も、デッドスローでルアーを引いて食わせるため、ベイトロッドが主流である。
ジギングロッド
ヒラマサやカンパチ、ブリやイソマグロ等を狙う本格的なジギングでも、ベイトロッドは多用されている。特に重いジグをしゃくるには有効。
その他
販売するメーカーは少ないが、小河川でのナマズを対象としたナマズ専用ロッドや、ジギングを除く港湾等でのスズキ（シーバス）用のベイトタックルも存在する。

### リール
リールには大きく分けてスピニングリール、ベイトリール、クローズドフェイスリールの3タイプが存在する。

### ライン（釣り糸）
ナイロン、フロロカーボン、PE等がある。

## 対象魚
ルアーは小魚や小動物を模しているため、これらを捕食する肉食魚や雑食魚であれば、理屈の上では（難易度はともかく）全て対象魚となり得る。日本で人気のある魚種は、淡水ではサケ・マス類、ブラックバス、ライギョ、ナマズ、ウグイ、海水ではスズキ（シーバス）、マダイ、チヌ、シイラ、カツオ、マグロ、ヒラメ、ブリ、ヒラマサ、カンパチ、メバル、カサゴ、アイナメ、イカ類、アジ類などがある。
対象魚や釣った魚の大きさによっては、その場で再放流することで生物資源を守るキャッチ&リリースという思想がある。